# Corre La Licorne
La Licorne è stata una Casa automobilistica francese attiva dal 1901 al 1950.

## Storia
Nel 1901, J. Corre, già agente di vendita per marchi come Renault e De Dion-Bouton, decise di fondare un suo marchio. Nacque così la Société Française des Automobiles Corre, con sede a Levallois. Tale marca cominciò con il produrre inizialmente solo tricicli e quadricicli equipaggiati da monocilindrici di origine De Dion-Bouton. I primi dati di vendita erano tangibili, ma non ancora granché. Per dare maggior spinta al marchio, si decise di cominciare l'attività agonistica, che portò alcune soddisfazioni. Solo dopo tali risultati positivi, nel 1903, la Casa francese cominciò a vendere in maniera molto più sostenuta. Ben presto, il listino si infoltì a tal punto da essere inferiore solo ai marchi già affermati da più tempo, come Renault, Peugeot e De Dion-Bouton.
Nel 1907, J. Corre decise di vendere l'azienda a Firmin Lestienne, un personaggio noto all'epoca per essere un grande amministratore finanziario. La Corre, cambiò quindi ragione sociale in Corre-La Licorne.
Nel 1910 il listino comprendeva solo tre modelli: un modello dotato di motore monocilindrico, un modello dotato di bicilindrico da 1.7 litri ed un modello equipaggiato da un 4 cilindri. Ma già alla vigilia della prima guerra mondiale, nel 1914, la gamma risultò triplicata. I motori a 4 cilindri erano di derivazione Ballot e Chapuis-Dornier.
Con lo scoppio del conflitto, la fabbrica si trasferì a Neuilly. Terminato il conflitto, fu presentato un nuovo modello con motore da 1.2 litri, riedizione di un precedente modello risalente a prima della guerra.
A metà degli anni venti, la Casa di Neully proponeva un listino molto ampio, a cui si aggiunsero nuovi mezzi commerciali ed anche autobus.
Nel 1927, la fabbrica si trasferì nuovamente, questa volta a Courbevoie e parte della meccanica era di derivazione Citroën. Nello stesso anno furono presentati i modelli 5CV e 6CV, che rimasero in produzione per un decennio.
Nel 1932, furono presentati altri modelli, di fascia medio-bassa, ma molto ben rifiniti, relativamente abbordabili come prezzo e che quindi conobbero un buon successo. Nel 1935, la gamma comprese anche i modelli 10CV e 11CV.
Se né la Prima Guerra mondiale, né la Grande depressione riuscirono a mettere in difficoltà la Casa francese, ci pensò però la seconda guerra mondiale a farlo: durante il periodo bellico, la produzione era limitata ad un modello con propulsione elettrica, commercializzato con i marchi Mildé-Kriéger e AERIC. Al termine del conflitto, e precisamente nel 1949, fu presentato un prototipo con carrozzeria aperta, che non andò mai in produzione: nel 1950, la Casa chiuse i battenti.

## Principali modelli automobilistici de La Licorne

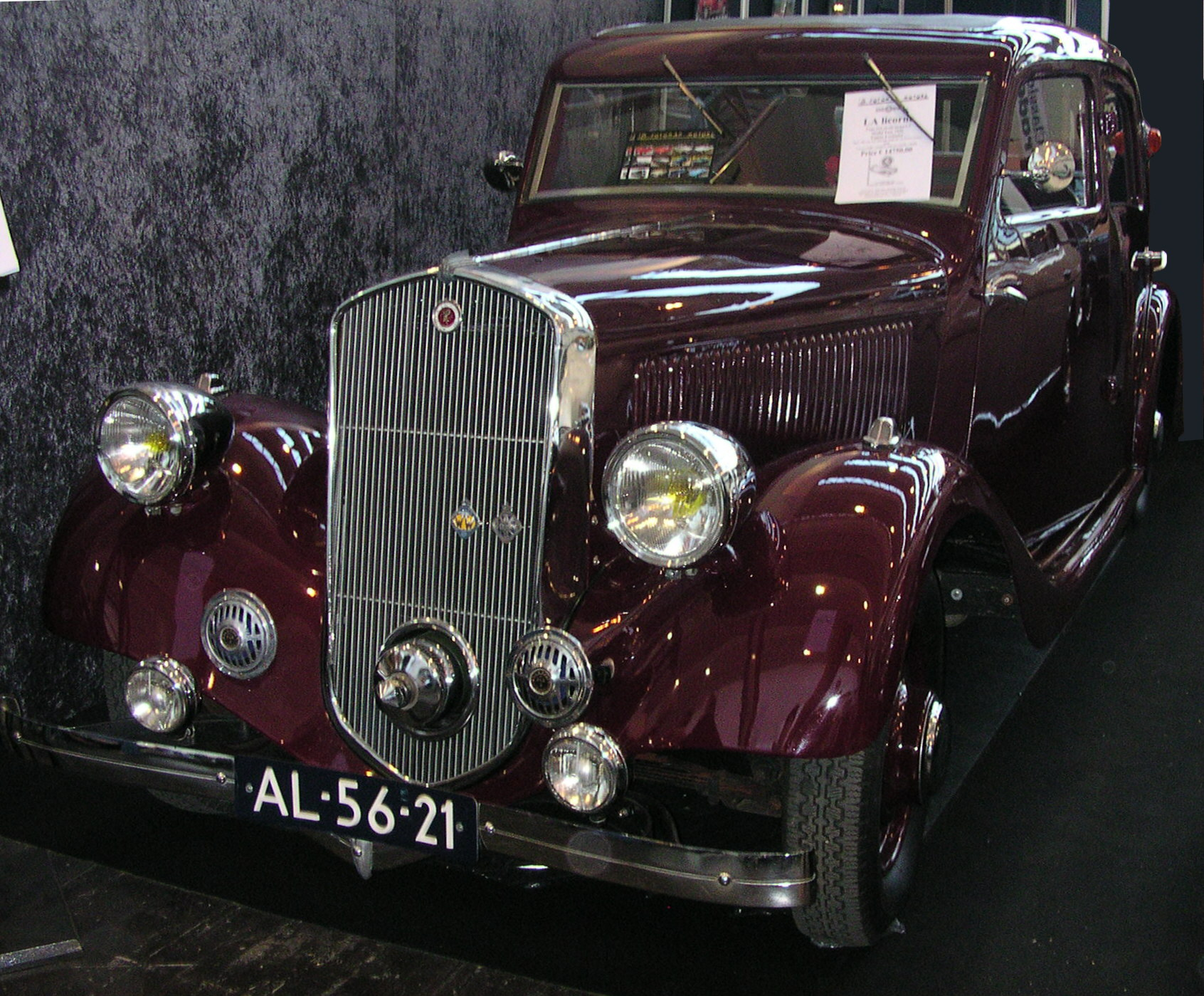
Vista frontale di una La Licorne 415

- Quadricycle: era una vetturetta di piccole dimensioni con carrozzeria aperta e spinta da un monocilindrico De Dion-Bouton da 634 cm³. Fu prodotta solo nel 1901.
- Type H: prodotta solo nel 1906, era una vettura aperta e d'impostazione sportiva equipaggiata da un motore a 4 cilindri da 2543 cm³, in grado  di erogare 20.5 CV a 1600 giri/min.
- Type J Sport: era praticamente la sorella minore della Type H, essendo simile nel tipo di carrozzeria, ma equipaggiata da un 4 cilindri da 1257 cm³ di origine De Dion-Bouton. Fu prodotta nello stesso anni della Type H.
- 9/12 CV: era una vettura di fascia medio-alta, anch'essa con carrozzeria aperta e dotata di un 4 cilindri da 1691 cm³ in grado di erogare 22 CV a 2400 giri/min. Fu prodotta nel solo 1926.
- 5CV: era una piccola vettura di fascia medio-bassa, parente stretta della Citroën Type C. Era dotata di un 4 cilindri da 900 cm³ e fu prodotta per diversi anni, costituendo un successo.
- L760: era una vettura di fascia media prodotta dal 1931 al 1935 ed equipaggiata da un 4 cilindri da 1450 cm³.
- 415: erede diretta della L760, ne riprendeva la meccanica. Il suo 4 cilindri da 1450 cm³ arrivava ad erogare 36 CV di potenza massima a 3600 giri/min. Fu prodotta nel 1937.